# 孔令仁
孔令仁（1924年11月—2016年7月18日），孔子第七十六代孫女。祖籍山东曲阜，生于山东济南，山东大学教授、

## 生平
1924年11月出生于山东济南。1942年至1947年，先后在西南联合大学历史系、清华大学历史系学习。1948年至1949年任青岛中国工矿银行职员。1952年，加入中国民主同盟。1953年后在山东大学任教，历任历史系助教、讲师、副教授、教授，山东大学韩国研究中心主任，山东大学校务委员会副主任。1983年，任山东省政协副主席。曾兼任全国妇联副主席、中国孔子基金会副会长，民盟第六届、七届、八届中央副主席。
2016年7月18日在山东济南逝世，享年93岁。